# يارب ولد (فلم)
يارب ولد هو فيلم مصري من إنتاج سنة 1984 من بطولة سمير غانم واسعاد يونس واحمد راتب وفريد شوقي وكريمة مختار.

## القصة
تدور احداث الفيلم حول محمد الاسيوطي تاجر خشب وله ثلاث بنات وكل بنت من بناته تتزوج من رجل عاطل ولايملك مهنة ثم يقيمون في بيت والد البنات وتدور الاحداث حول مشاهد كوميدية جميلة.
بطولة
- فريد شوقي
- كريمة مختار
- سمير غانم
- اكرامي لاعب النادي الاهلي
- دلال عبد العزيز
- حنان سليمان
- أحمد راتب
- إسعاد يونس

## وصلات خارجية
- مقالات تستعمل روابط فنية بلا صلة مع ويكي بيانات